# Nouveau voyage autour du monde, contenant une description très exacte de l'isthme d'Amérique et toute la Nouvelle-Espagne
Nouveau voyage autour du monde, contenant une description très exacte de l'isthme d'Amérique et toute la Nouvelle-Espagne est un livre autobiographique de piraterie publié en 1695[citation nécessaire] par Lionel Wafer (1640-1705), un pirate et boucanier actif dans les années 1670 et 1680, avec un statut de chirurgien.
En 1684, Wafer, blessé, fut débarqué sur les côtes du Panama, dans un lieu fréquenté par les indiens Kunas où il passa quatre mois avant d’être récupéré par ses compagnons. Il revint en Angleterre et publia en 1695 ce livre, qui fut traduit onze ans plus tard en français. Le manuscrit à peine rédigé, l'écossais sir William Paterson le consulta  avant de lancer son expédition à Panama, le projet Darién.
Ce témoignage historique complète ceux de William Dampier, Alexandre-Olivier Exquemelin et Raveneau de Lussan, en particulier sur le Rendez-vous de l'île d'Or qui permet de traverser chaque année entre 1680 et 1688 l'isthme de Panama avec l'aide des indiens Kunas. 
L'ouvrage contient la première description détaillée et exacte de l'albinisme, fréquent chez les Kunas. Cette description d'amérindiens blancs sera citée, sans cesse reprise et commentée, par tous les grands auteurs, philosophes, naturalistes ou médecins du XVIIIe siècle, à propos de la diversité ou de l'unité du genre humain. 